# Reichenau (Bádensko-Württembersko)
Reichenau je obec v Bádensku-Württembersku u západního konce Bodamského jezera u švýcarských hranic, asi 10 km SZ od Kostnice. Větší část obce leží na ostrově téhož jména, kde byl roku 724 založen jeden z nejvýznamnějších benediktinských klášterů v Německu. Celý ostrov je součástí Světového dědictví UNESCO.

## Zeměpis
Hlavní část obce leží na ostrově stejného jména o rozměrech 4,5 x 1,6 km, kde jsou tři poměrně rozptýlená historická sídla: Oberzell na JV, sídlo obce Mittelzell s bývalým klášterem uprostřed a Niederzell na SZ konci ostrova. Ostrov má přes 3 200 obyvatel, z toho 2450 v Mittelzellu. Sypaná hráz z roku 1838 o délce 1840 m spojuje východní konec ostrova s pevninou. Po hrázi vede silnice s topolovou alejí, kudy jezdí i autobus veřejné dopravy z nádraží Reichenau. Jinak je ostrov přístupný přívozem z Allensbachu a v létě pravidelnou lodní dopravou.

## Dějiny
Klášter Reichenau založil roku 724 misionář a biskup sv. Pirmin a první doba rozkvětu přišla kolem roku 800 za Karla Velikého. Opat Waldo zde založil školu a opat Haito (806-823) postavil chrám Panny Marie v dnešním Mittelzellu, kde byl roku 888 pochován císař Karel III. Tlustý. Roku 827 napsal zdejší opat Walafrid Strabo latinský spis o zahradnictví (De cultura hortorum). Po roce 900 dal opat Hatto III. postavit kostel sv. Jiří v dnešním Oberzellu. Další rozkvět zažil klášter za otónských císařů kolem roku 1000, kdy vznikly fresky v kostele sv. Jiří a kdy v klášteře působila slavná písařská škola a významní spisovatelé Heřman z Reichenau (+1054) a Berthold. Od 13. století začal klášter upadat, v 15. století vznikl ještě gotický chór chrámu v Mittelzellu, ale roku 1540 se klášter stal jen převorstvím biskupství v Kostnici a roku 1757 byl zrušen. Roku 1805 byla klášterní knihovna převezena do Karlsruhe. Od roku 2000 zde opět sídlí malá skupina mnichů a od roku 2001 je ostrov na seznamu UNESCO.

## Pamětihodnosti
- Chrám Panny Marie a sv. Marka, bývalý klášterní kostel v dnešním Reichenau - Mittelzell je románská basilika s gotickým chórem a velmi zajímavým krovem. Nejstarší část pochází z roku 816.
- Kostel sv. Jiří v Reichenau - Oberzell pochází z doby kolem 900 (hlavní loď a krypta). Je to pozdně karolinská bazilika s věží nad křížením, kolem roku 1000 rozšířená a vyzdobená dobře zachovanými freskami s výjevy z života Ježíšova. Ve věži jsou tři zvony z 13. století. V někdejší sakristii je umístěna chrámová klenotnice se čtyřmi gotickými domečkovými relikviáři ze 14.-15. století.
- Kostel sv. Petra a Pavla v Reichenau - Niederzell je románská basilika z doby kolem 1100, postavená na základech karolinské basiliky stejného půdorysu. Kostel byl přestavěn a zaklenut kolem roku 1750. V apsidě chóru se zachovaly fresky z konce 11. století.
- Bylinářská zahrada, kterou podle pověsti založil mnich Walafrid Strabo v 9. století.
- Na ostrově jsou také čtyři historická muzea, doprovázející chrámy, a dva zámky.
- Velká část pobřeží tvoří přírodní rezervaci.

## Fotogalerie

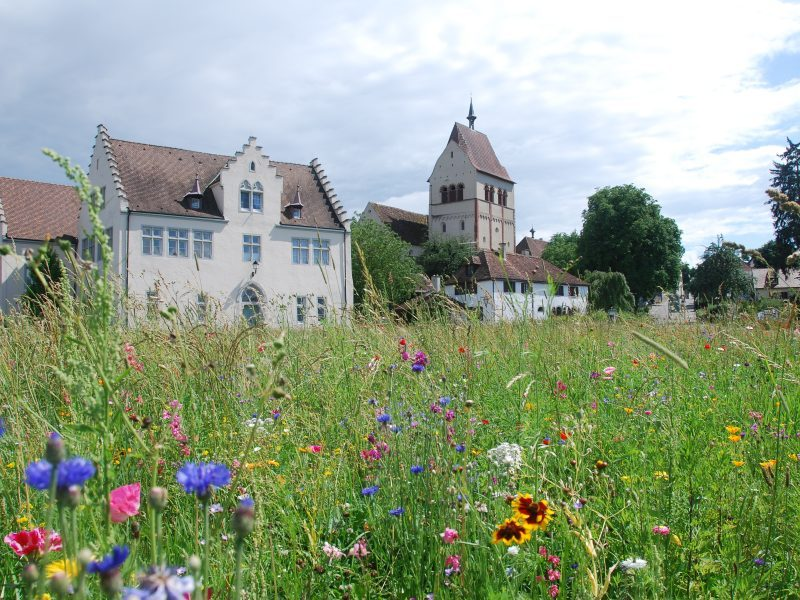
Reichenau, Mittelzell
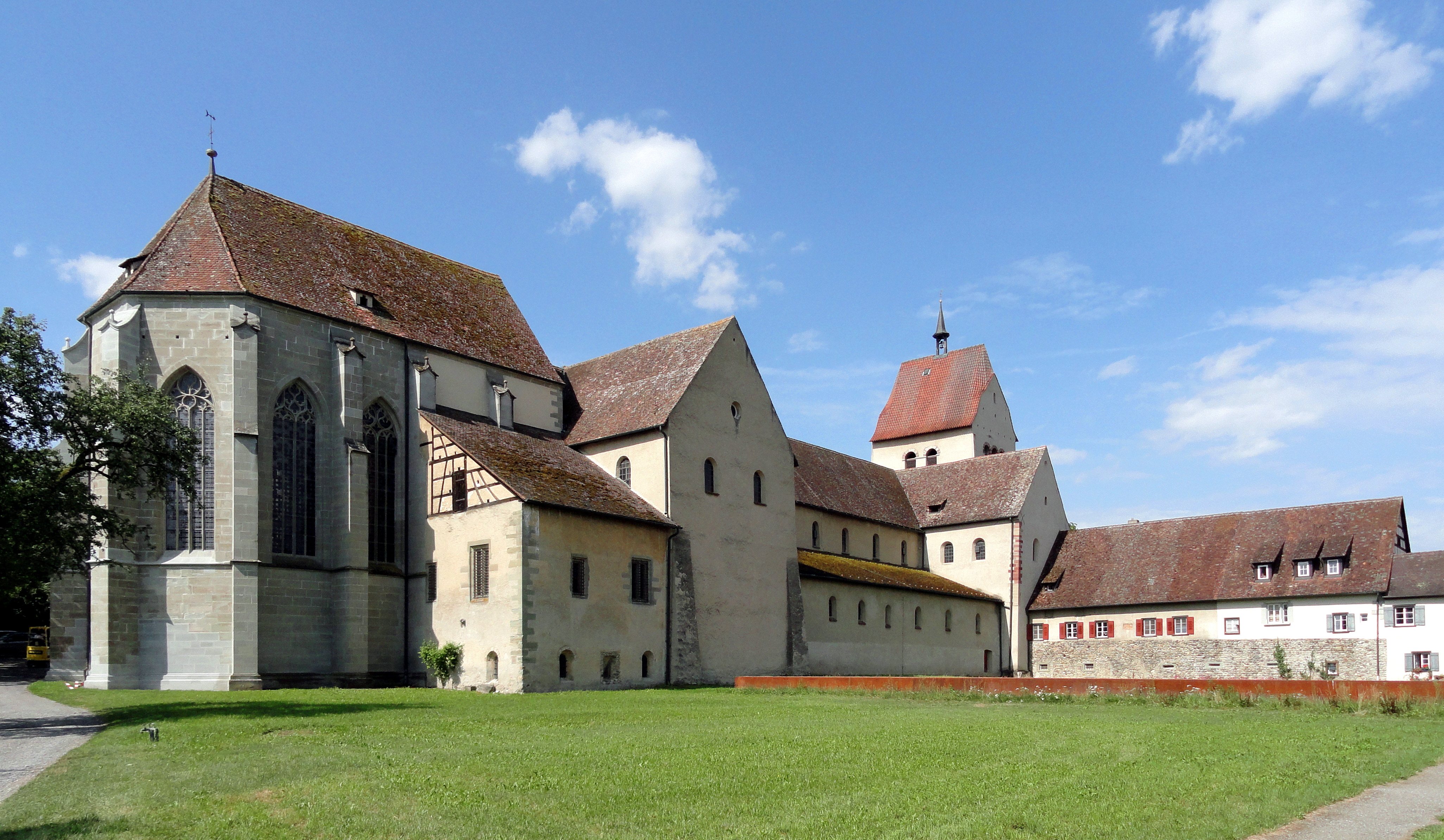
Mittelzell
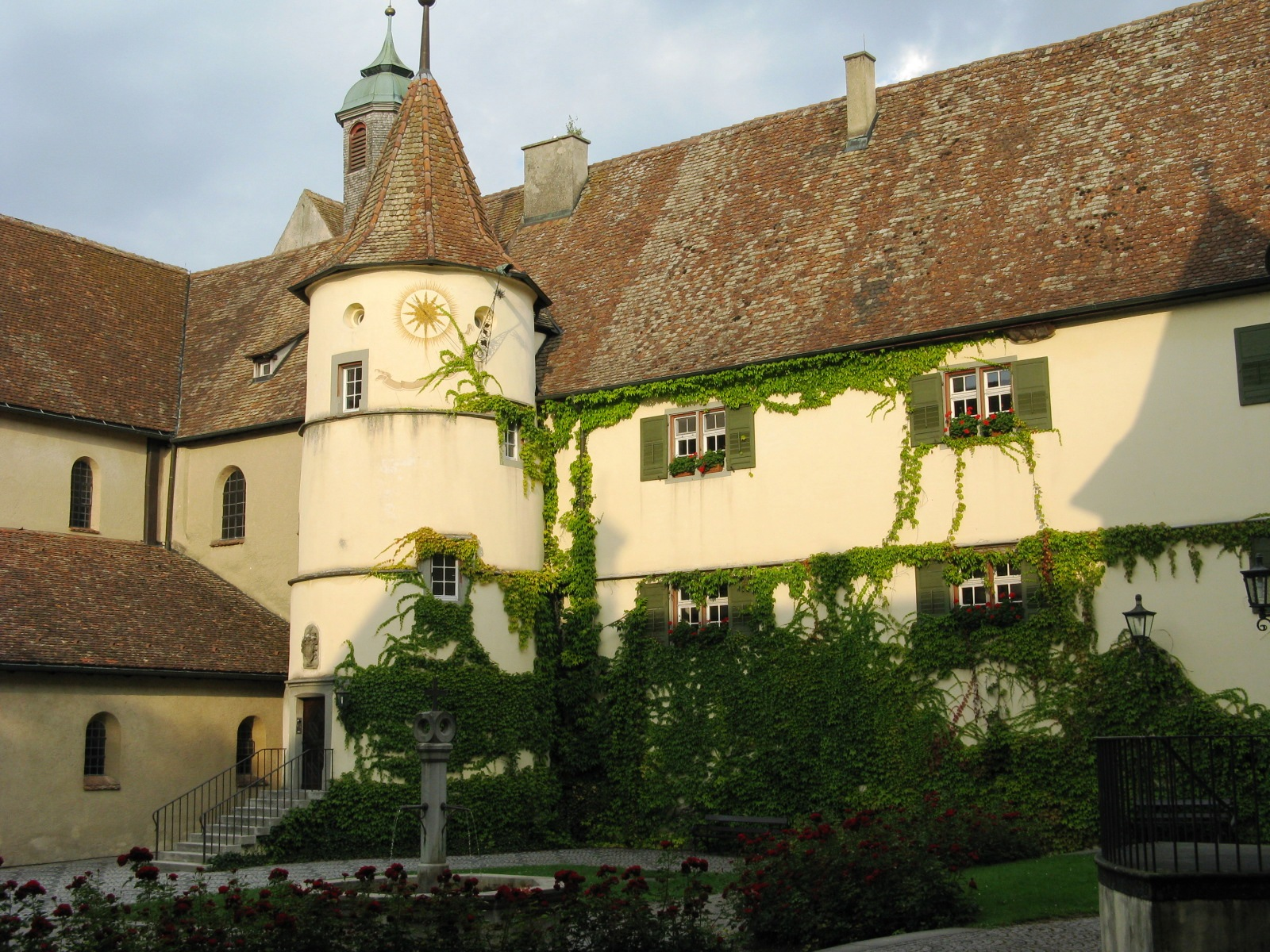
Reichenau, dvůr
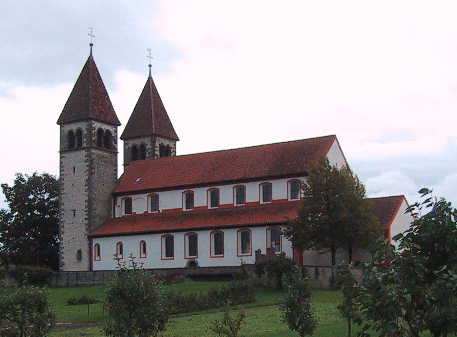
Niederzell
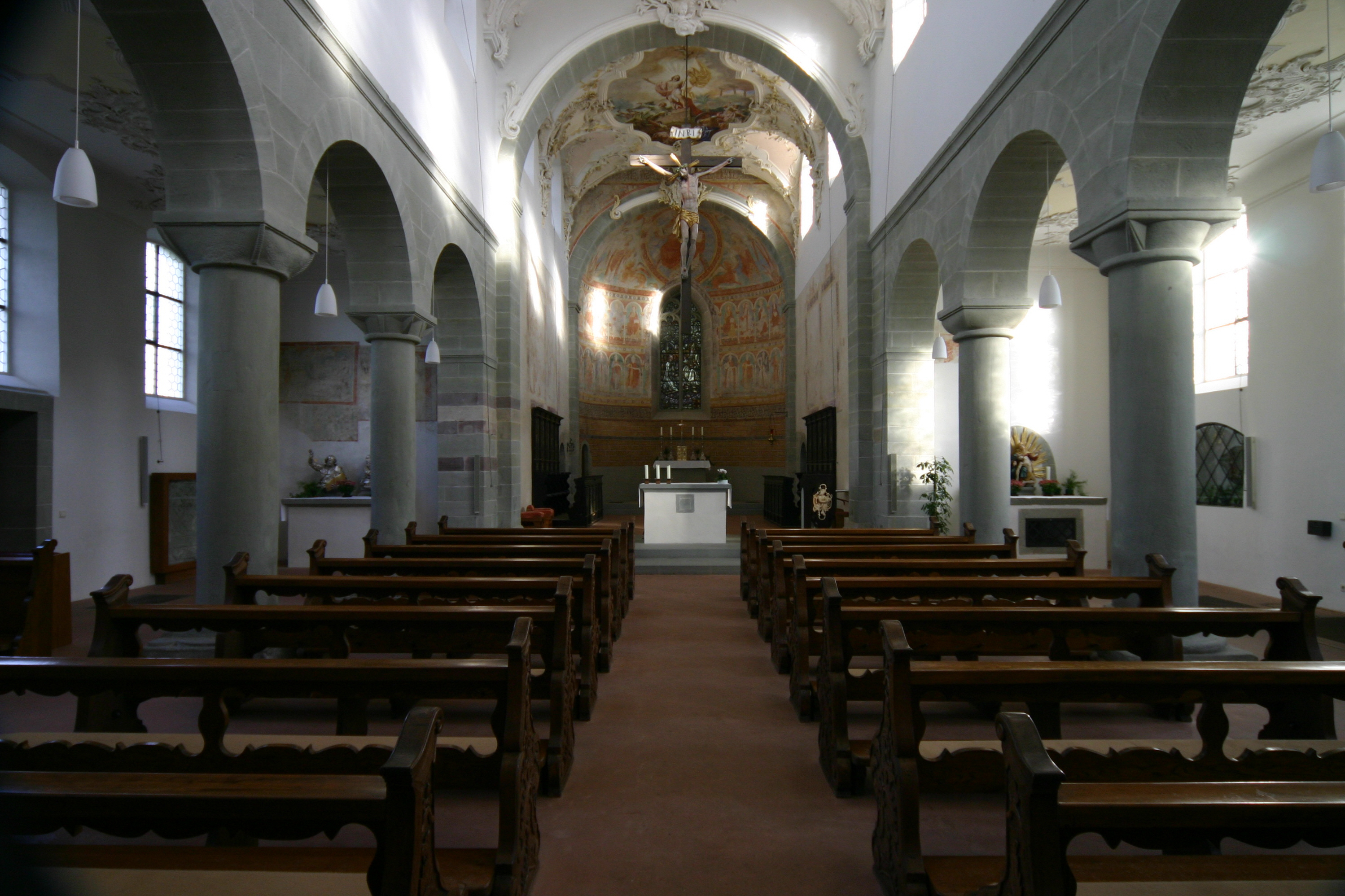
Niederzell, vnitřek
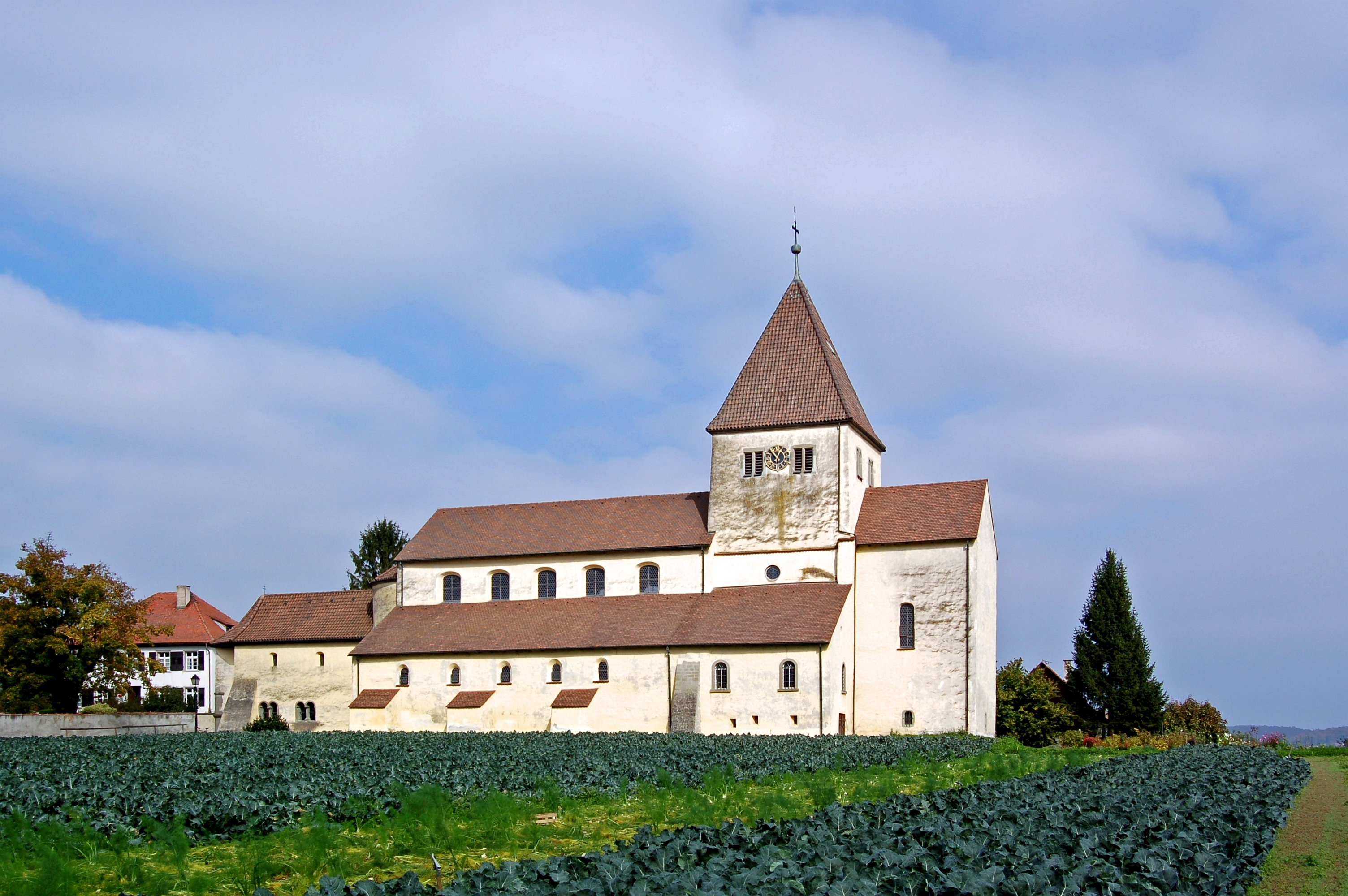
Oberzell
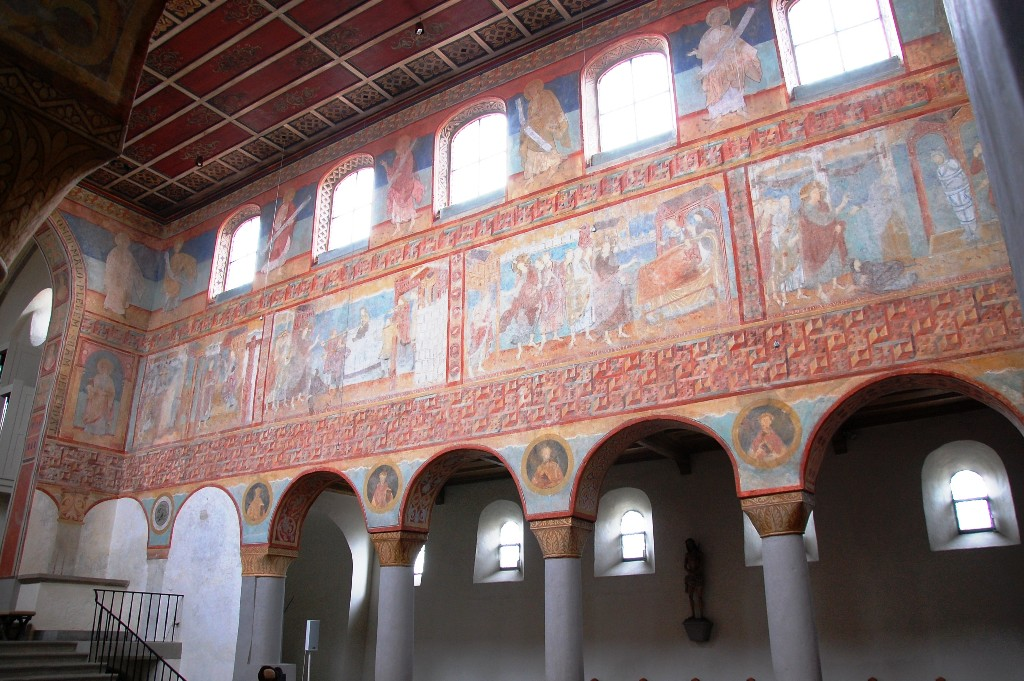
Oberzell, fresky
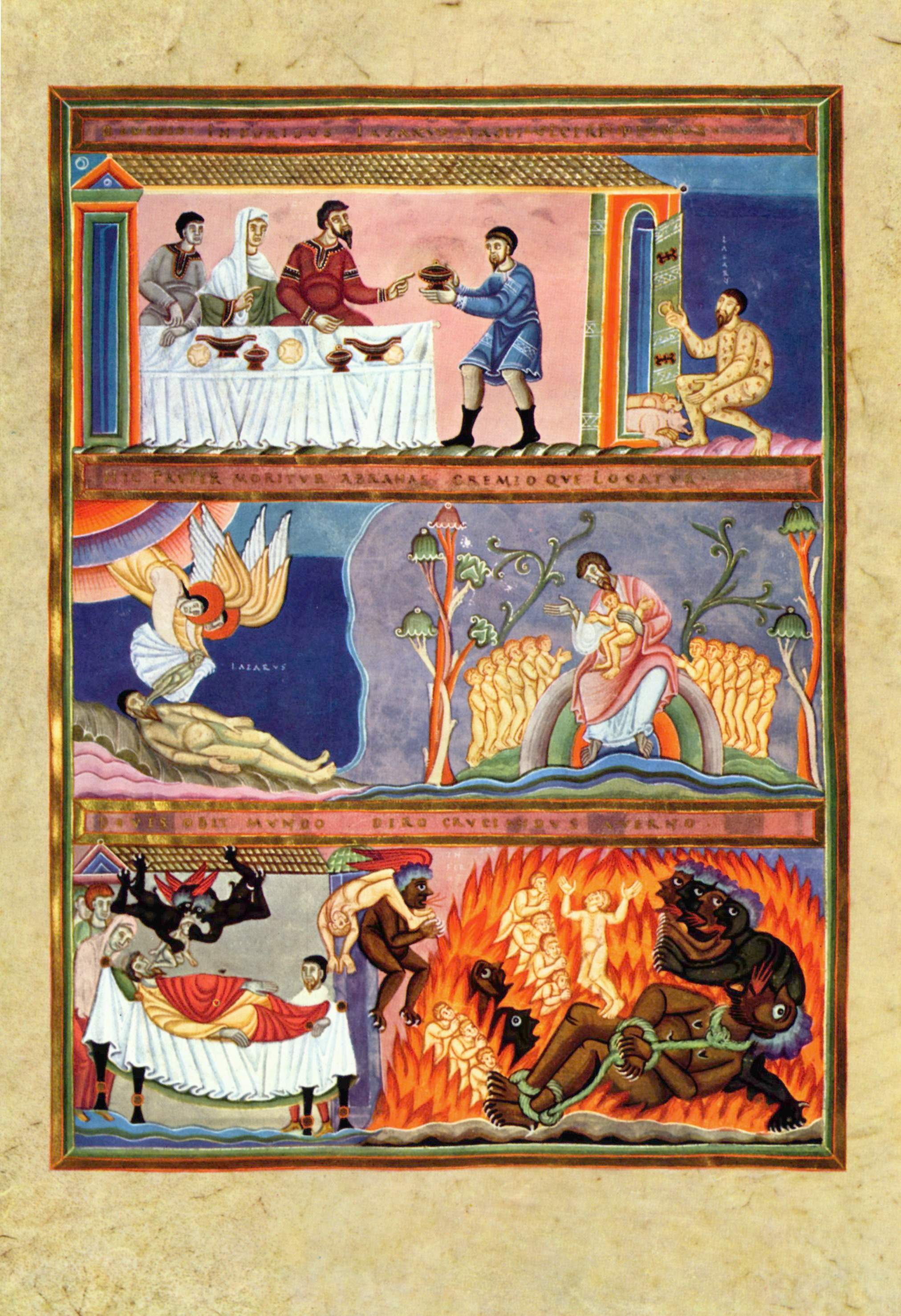
Codex aureus, Boháč a Lazar